# Río Meta
Le río Meta est une rivière de Colombie et du Venezuela, qui est le principal affluent colombien de l’Orénoque et qui marque la frontière avec son voisin.

## Géographie
Il naît en territoire colombien dans la cordillère Orientale des Andes, non loin de Bogota. 
Il se dirige vers le nord-est, vers le confluent avec son tributaire le río Cravo Norte et ensuite il forme la frontière colombo-vénézuélienne, en direction de l’est jusqu’à son embouchure dans l’Orénoque à Puerto Carreño. Le río Meta a une longueur de près de 1 200 kilomètres dont 785 sont navigables.    
Le bassin hydrographique du río Meta a une superficie de 93 800 km2. Ce bassin est très large dans sa section supérieure (plus ou moins 4° de latitude soit 350 km), tandis que sa largeur se réduit à 90 km dans son cours inférieur entre le río Cinaruco au Venezuela, au nord, et le río Vita en Colombie, au sud.  
Dans son cours, il traverse les Llanos. Son importance économique est élevée, car il permet de drainer les richesses agricoles de la région et constitue une voie commerciale vers le Venezuela. Il a donné son nom au département colombien du Meta. La  ville principale traversée est Puerto Lopez.